# Lioglyphostoma
Lioglyphostoma là một chi ốc biển, là động vật thân mềm chân bụng sống ở biển trong họ Turridae.

## Các loài
Các loài thuộc chi Lioglyphostoma bao gồm:
- Lioglyphostoma aguadillanum (Dall & Simpson, 1901)[2]
- Lioglyphostoma antillarum (d'Orbigny, 1842)[3]
- Lioglyphostoma ericea (Hinds, 1843)[4]
- Lioglyphostoma hendersoni (Bartsch, 1934)[5]
- Lioglyphostoma jousseaumei (Dautzenberg, 1900)[6]
- Lioglyphostoma oenoa (Bartsch, 1934)[7]
- Lioglyphostoma rectilabrum McLean & Poorman, 1971[8]
- Lioglyphostoma woodringi Fargo, 1953[9]